# 퍼트리샤 모리슨
퍼트리샤 모리슨(Patricia Morison, 1915년 3월 19일 ~ 2018년 5월 20일)은 미국의 배우, 메조 소프라노 가수이다. 수년동안 연극계에서 활동 후 1939년 영화 데뷔했다.
모리슨은 1948년 초연된 뮤지컬인 《키스 미 케이트》(Kiss Me, Kate) 등에 출연하였다.
2018년 5월 20일 로스앤젤레스의 자택에서 103세를 일기로 숨졌다.